# 763 Cupido
763 Cupido

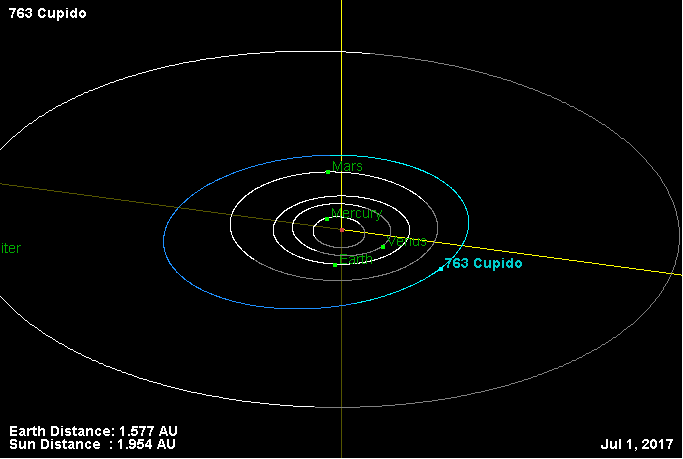
Quỹ đạo của 763 Cupido và vị trí của nó vào ngày 1/7/2017

763 Cupido là một tiểu hành tinh ở vành đai chính, thuộc nhóm tiểu hành tinh Flora. Nó được xếp loại tiểu hành tinh kiểu S, có bề mặt sáng.
Tiểu hành tinh này do Franz Kaiser phát hiện ngày 25.9.1913 ở Heidelberg, và được đặt theo tên thần Cupid trong thần thoại La Mã (vì tiểu hành tinh này tương đối gần Mặt Trời).